# Ashippun (Wisconsin)
Ashippun es un pueblo ubicado en el condado de Dodge en el estado estadounidense de Wisconsin. En el Censo de 2010 tenía una población de 2.559 habitantes y una densidad poblacional de 27,69 personas por km².

## Geografía
Ashippun se encuentra ubicado en las coordenadas 43°14′0″N 88°28′3″O / 43.23333, -88.46750. Según la Oficina del Censo de los Estados Unidos, Ashippun tiene una superficie total de 92.43 km², de la cual 92.02 km² corresponden a tierra firme y (0.44%) 0.41 km² es agua.

## Demografía
Según el censo de 2010, había 2.559 personas residiendo en Ashippun. La densidad de población era de 27,69 hab./km². De los 2.559 habitantes, Ashippun estaba compuesto por el 98.71% blancos, el 0.04% eran afroamericanos, el 0.12% eran amerindios, el 0.12% eran asiáticos, el 0.08% eran isleños del Pacífico, el 0.16% eran de otras razas y el 0.78% pertenecían a dos o más razas. Del total de la población el 1.33% eran hispanos o latinos de cualquier raza.